# BCF Arena
BCF Arena (dříve Patinoire Saint-Léonard) je krytá sportovní hala ve švýcarském městě Fribourg, její celková kapacita (včetně míst ke stání) po rekonstrukci je 9009 diváků. Je domovskou arénou hokejového týmu HC Fribourg-Gottéron, který hraje (švýcarskou) národní ligu.
Sportovní hala byla postavena v roce 1983. V létě 2018 byla zahájena rozsáhlá kompletní rekonstrukce, která byla dokončena o dva roky později v létě 2020. Rekonstrukce zvýšila kapacitu arény z původních 6500 na 9009 diváků.  Kompletně zrekonstruovaná hala nabízí 6434 míst k sezení, 2500 míst k stání, k dispozici je dále také 6 restaurací a 12 stánků s občerstvením, 336 míst je v různých dalších zařízeních a 76 míst Dine & View. Rekonstruovaná hala slouží také pro různé koncerty, v roce 2022 zde vystupoval např. Gjon's Tears, který se předtím v roce 2021 umístil na třetím místě v Eurovision Song Contest.
Je plánováno, že jubilejní 90. Mistrovství světa v ledním hokeji 2026 se bude konat ve Švýcarsku a zápasy se vedle Swiss Life Areny v Curychu uskuteční právě v BCF Areně ve Fribourgu. Dějiště tohoto šampionátu určil kongres IIHF v Tampere, který proběhl během mistrovství světa 2022.

## Fotogalerie

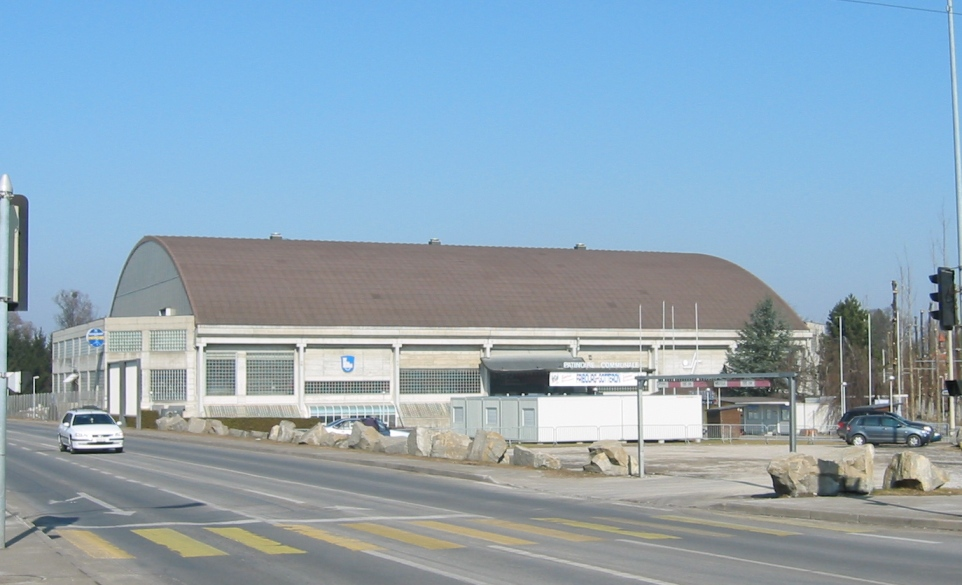
Původní hala Patinoire de Saint-Léonard před rekonstrukcí
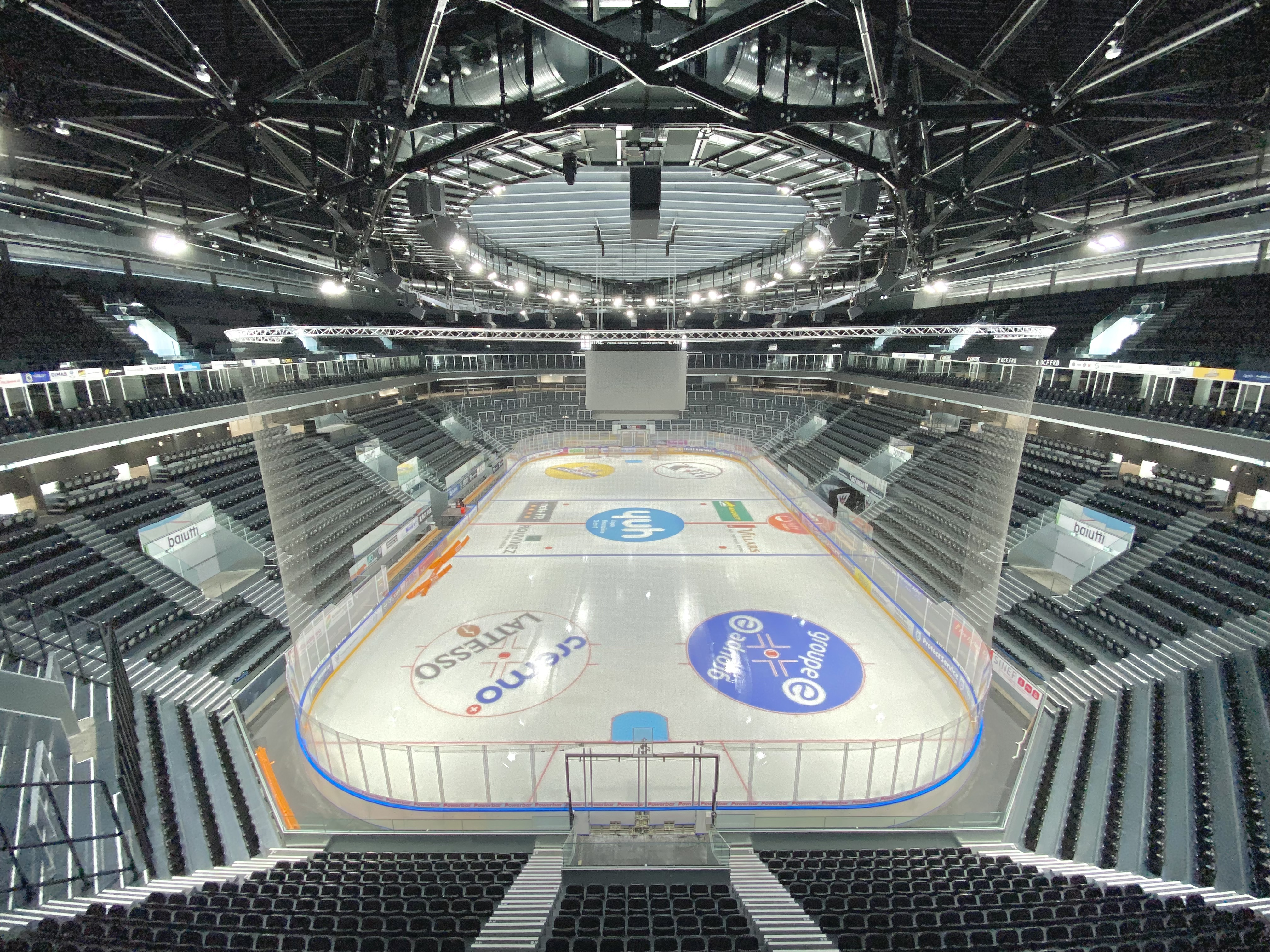
Interiér BCF Areny po rekonstrukci (srpen 2022)
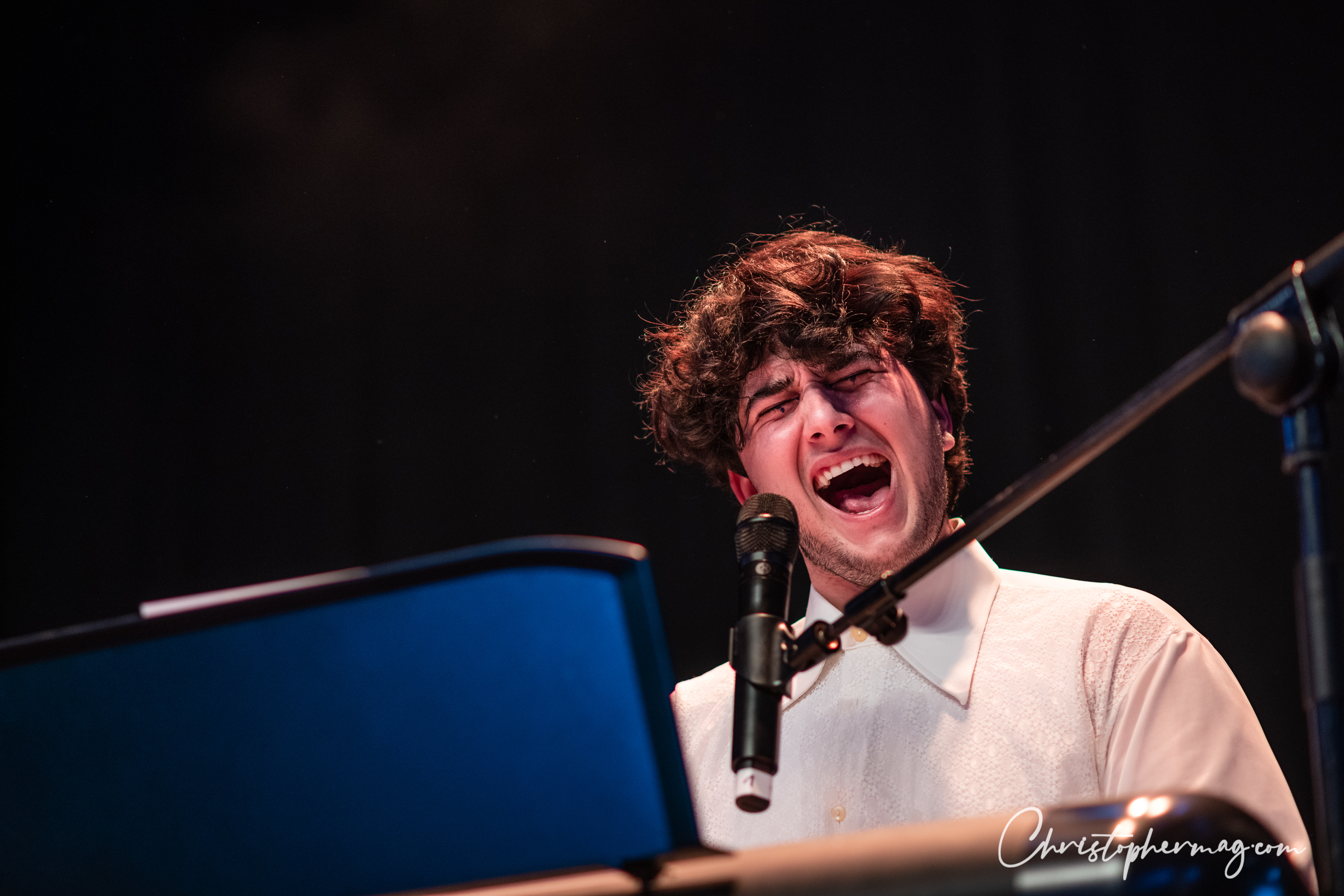
Koncert Gjon's Tears v BCF Aréně (11. června 2022)